# آلفاتاوری ای‌تی۰۳

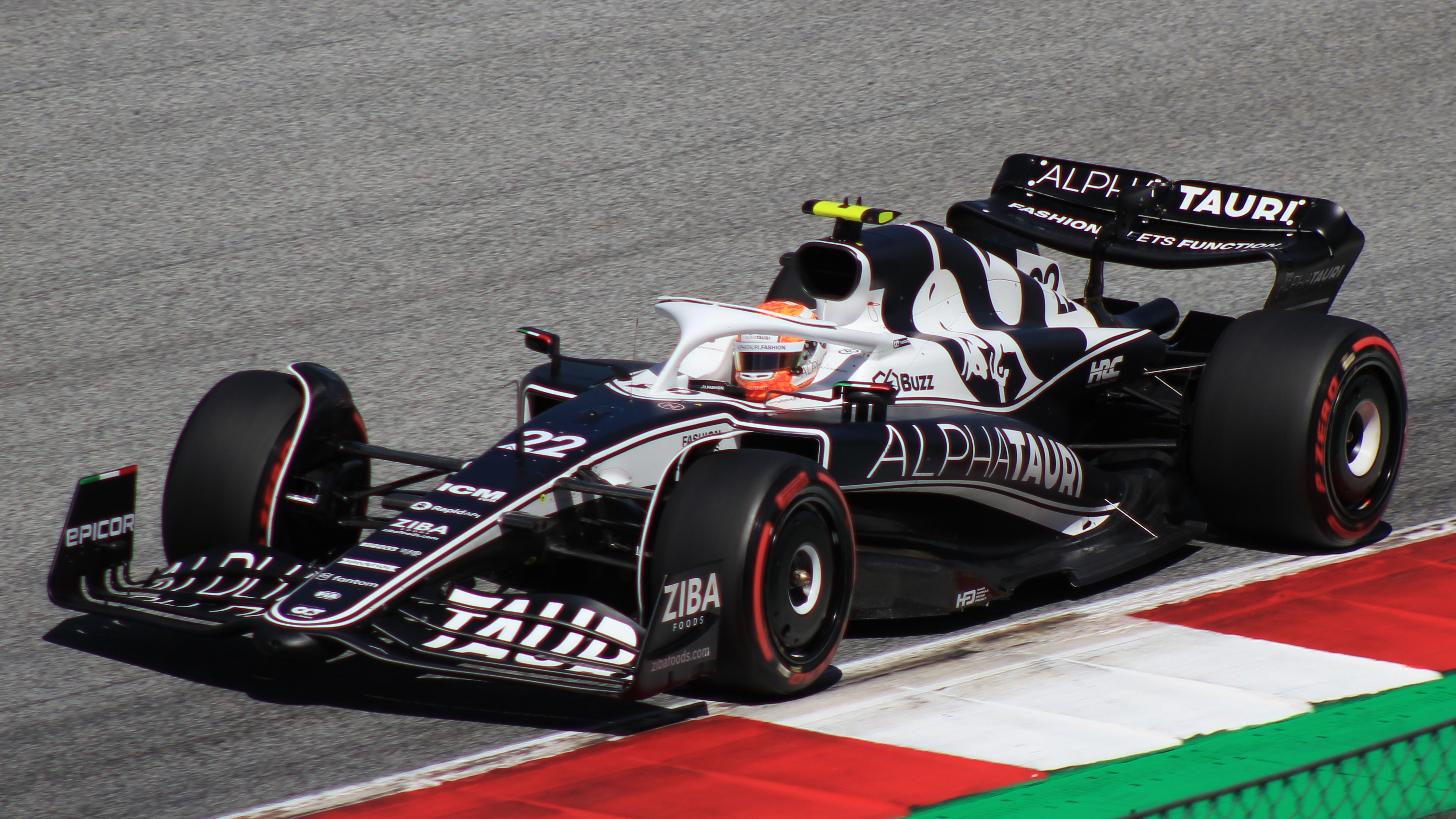
آلفا تائوری ای تی‌۰۳

آلفاتاوری ای‌تی۰۳ یک خودروی مسابقه‌ای فرمول یک است که توسط اسکودریا آلفاتاوری برای شرکت در مسابقات قهرمانی فرمول یک ۲۰۲۲ ساخته شده است. این خودرو توسط یوکی سونودا و پیر گاسلی هدایت خواهد شد. ای‌تی۰۳ سومین شاسی ساخته شده و طراحی شده توسط آلفاتاوری و اولین خودروی آنها بر اساس مقررات فنی ۲۰۲۲ است.